# Ursula Nordmann-Zimmermann
Pour les articles homonymes, voir Nordmann et Zimmermann.
Ursula Nordmann-Zimmermann, née Ursula Zimmermann le 8 mars 1943 à Zurich (originaire de Seuzach), est une avocate, professeure de droit et juge au Tribunal fédéral de 1997 à 2007. Elle est membre du Parti socialiste et féministe.

## Biographie
Ursula Zimmermann naît le 8 mars 1943 à Zurich. Originaire de Seuzach,, elle est élevée, avec ses trois frères et sœurs par une mère seule. Cette enfance lui inspirera ses idées d'émancipation féminine : 

« Il faut arrêter de dire aux filles qu’il s’agit d’être belles plus que d’être intelligentes. Les femmes doivent choisir des formations qui leur permettent d’être indépendantes financièrement. »

— Ursula Nordmann, interviewée en 2019 dans Le Temps.
Ne voulant pas de la même vie que sa mère, elle en déduit l'importance pour une femme d'être financièrement indépendante, conviction qui sera à l'origine de son engagement féministe.  
Elle fait ses études à l'Université de Saint-Gall, où elle obtient en 1967 une licence en sciences économiques. Elle épouse l'avocat lausannois Philippe Nordmann, membre du Parti socialiste depuis 1972, et déménage à Lausanne, où elle reprend des études en droit et obtient en 1976 son doctorat. 
Elle a deux fils, dont le conseiller national socialiste vaudois Roger Nordmann.

## Carrière et parcours politique
Ursula Nordmann obtient son brevet d'avocate en 1983,, et exerce au barreau vaudois de 1983 à 1994. Elle est professeure ordinaire à l'Université de Neuchâtel de 1994 à 1996. Elle est élue juge au Tribunal fédéral le 2 octobre 1996 et occupe ce poste de 1997 à 2007.

### Avocate
En 1981, Ursula Nordmann est encore avocate stagiaire lorsque sa première grosse affaire se présente à elle et lui donne l'occasion de défendre l'égalité femmes-hommes dans une affaire de « quotas anti-femmes » : Elle représente un groupe de parents de douze élèves filles de Lausanne, Morges et Pully qui font recours auprès des commissions scolaires, à la suite de l'échec de leurs filles à l’examen d’admission pour passer de l’école primaire au collège, en raison d'inégalités de genre dans la fixation des barèmes pour le seuil d'admission. En effet, à l'époque, le seuil de réussite n’est déterminé qu’une fois les épreuves d’examen terminées, de manière que la proportion d’élèves diplômés soit la même chaque année et à admettre un nombre préalablement fixé d’élèves masculins et féminins. Or les filles obtenant de meilleurs résultats à ces examens que les garçons, les résultats de leurs tests sont traités selon un barème plus sévère. Les douze élèves recourantes auraient ainsi été admises si elles avaient été jugées selon le barème appliqué aux épreuves des garçons.

Déboutée par les commissions scolaires, Ursula Nordmann-Zimmermann porte l'affaire auprès du département cantonal, puis du Conseil d’État, qui rejette également son recours : 

« Le Conseil d’État avait peur qu’il y ait trop de filles. Vu qu’aux mêmes examens, elles réussissaient mieux que les garçons, l’instruction publique prônait ces barèmes différenciés qui permettaient de maintenir des proportions équivalentes [...] Le Conseil d’État avait justifié cette différence de traitement par le développement physique et psychologique différent des deux sexes à cet âge. Il prônait un système de quotas qu’on refusait partout ailleurs et refuse encore en faveur des femmes. »

— Ursula Nordmann, interviewée en 2019 dans Le Temps.
Ursula Nordmann, en ultime recours, porte alors l'affaire devant le Tribunal fédéral, l’instance judiciaire suprême en Suisse, qui lui donne raison en 1982, déclarant que « le système des barèmes différenciés défavorables aux filles viole le principe de l’égalité des droits entre hommes et femmes ».
En 1983, elle obtient son brevet d'avocate et devient la quatrième femme inscrite au barreau vaudois. Elle raconte a posteriori le machisme vécu durant sa carrière, notamment un épisode où le président du tribunal devant lequel elle devait plaider lui avait tiré les cheveux et où elle avait réagi en se contentant de sourire, faisant passer son client avant son féminisme. 
Elle siège dans plusieurs commissions au niveau fédéral, notamment à la Commission fédérale des affaires féminines, puis à la Commission extraparlementaire de la révision du droit de famille. 

### Juge au Tribunal fédéral
Ursula Nordmann-Zimmermann est élue au Tribunal fédéral le 2 octobre 1996, sur proposition du Parti socialiste suisse, devenant ainsi la première mère de famille à siéger au sein de la plus haute instance judiciaire suisse. Elle y occupe la fonction de juge de 1997 à 2007, où elle travaille notamment sur l'interprétation de la nouvelle loi sur le divorce, dans un nouvel esprit où celui-ci n'est plus basé sur la faute mais sur les besoins futurs des ex-époux.

### Positions politiques
Elle est membre du Parti socialiste depuis 1975. 
Ursula Nordmann-Zimmermann se revendique féministe et fait de l'égalité femmes-hommes un de ses combats principaux, tant dans sa carrière d'avocate que dans son parcours politique. Elle déclare avoir été inspirée par des avocates comme Gisèle Halimi et Simone Veil, mais aussi par d'autres combats pour l'égalité, tel que le mouvement afro-américain des droits civiques.
En 2019, elle affirme encore qu'il est important que les jeunes générations d'avocats veillent au maintien des acquis féministes, qui sont selon elle menacés.

## Publications
- Ursula Nordmann-Zimmermann, Cartels, surveillance des banques, des fonds de placement, des assurances privées, Presses polytechniques romandes, 1er janvier 1984 (ISBN 978-2880740344)